# Max Hussarek von Heinlein
Maximilian "Max" Johann Hussarek von Heinlein, född 3 maj 1865, död 6 mars 1935, var en österrikisk jurist och politiker.
Hussarek var juris doktor, ämbetsman och universitetslärare i Wien, inrikesminister 1911-17, ministerpresident juli-oktober 1918 och återtog därefter sin universitetstjänst i kyrkorätt. Som ministerpresident stod Hussarek bakom kejsarens manifest 16 oktober 1918 om dubbelmonarkins förvandling till en förbundsstat av fria nationer, det sista försökte att rädda riksenheten.